# Cło generalne
Cło generalne – jednolita opłata celna, pobierana w wysokości 3,3% wartości towarów, będących przedmiotem międzynarodowej wymiany handlowej I Rzeczypospolitej w XVII - XVIII wieku.
Po raz pierwszy wprowadzone w 1661 pod wpływem postulatów dworu królewskiego, jednak wobec protestów szlachty nie nabrało charakteru opłaty stałej. Nakładano je jedynie w 1673, 1677 i 1710 (w Wielkim Księstwie Litewskim nie było w ogóle pobierane). 
Wprowadzone w 1764 przez sejm konwokacyjny jako opłata stała, znosząca inne opłaty celne. W 1766 zawieszone wobec sprzeciwów m.in. rządu Prus. Przywrócone w 1775.